# 배순탁
배순탁(1977년 7월 10일 ~ )은 대한민국의 라디오 작가이자 음악평론가이다.

## 출연·진행
- 《애프터 클럽》(SBS 파워FM, 2013 ~ 2014) - 진행
- 《위클리 영화의 발견》(올레 TV, 2014 ~ 2016) - 진행
- 《배철수의 음악캠프》(MBC FM4U) - 작가 /〈배.신의 한수〉 공동진행
- OtvN 《프리한 19》
- SBS 플러스 《외식하는 날》 게스트
- MBC 표준FM 《배순탁의 B side》(2020년 11월 16일 ~ 2024년 6월 2일) 진행

## 도서
- 《배철수의 음악캠프 20년 그리고 100장의 음반》 (2010년, 예담)
- 《청춘을 달리다》 (2014년, 북라이프) ISBN 9791185459059
- 《모던 팝 스토리》 (2016년, 북라이프) 공역(共譯) ISBN 9791185459653
- 《평양냉면 : 처음이라 그래 며칠 뒤엔 괜찮아져》(2021년, 세미콜론) ISBN 9791191187502
- 《영화평도 리콜이 되나요?》(2022년, 푸른숲) 공저 ISBN 9791156759799
- 《레코드맨: 음반 산업의 장대한 역사》(2025년, 그래서음악) 번역
- 《퍼스널 스테레오》(2025년, 복복서가) 번역